# Aghia Triada
Aghia Triada est un site archéologique minoen au-dessus de la plaine de la Messará qu'il domine à l'ouest tandis que Phaistos, distant de 4 km, la domine à l'est, en Crète centrale. Le complexe n'était pas un palais à proprement parler, mais plutôt une ville voire une villa royale dont le nom est tiré d'un des deux édifices religieux localisés à proximité, Aghia Triada ou Sainte-Trinité.

## Géographie
Le site est situé à 30-40 m au-dessus du niveau de la mer et à l'ouest de la plaine de la Messará. Non loin des vestiges se trouvent deux chapelles orthodoxes datées du XIVe siècle, Aghia Triada et, dans le site archéologique, Agios Georgios.

## Histoire

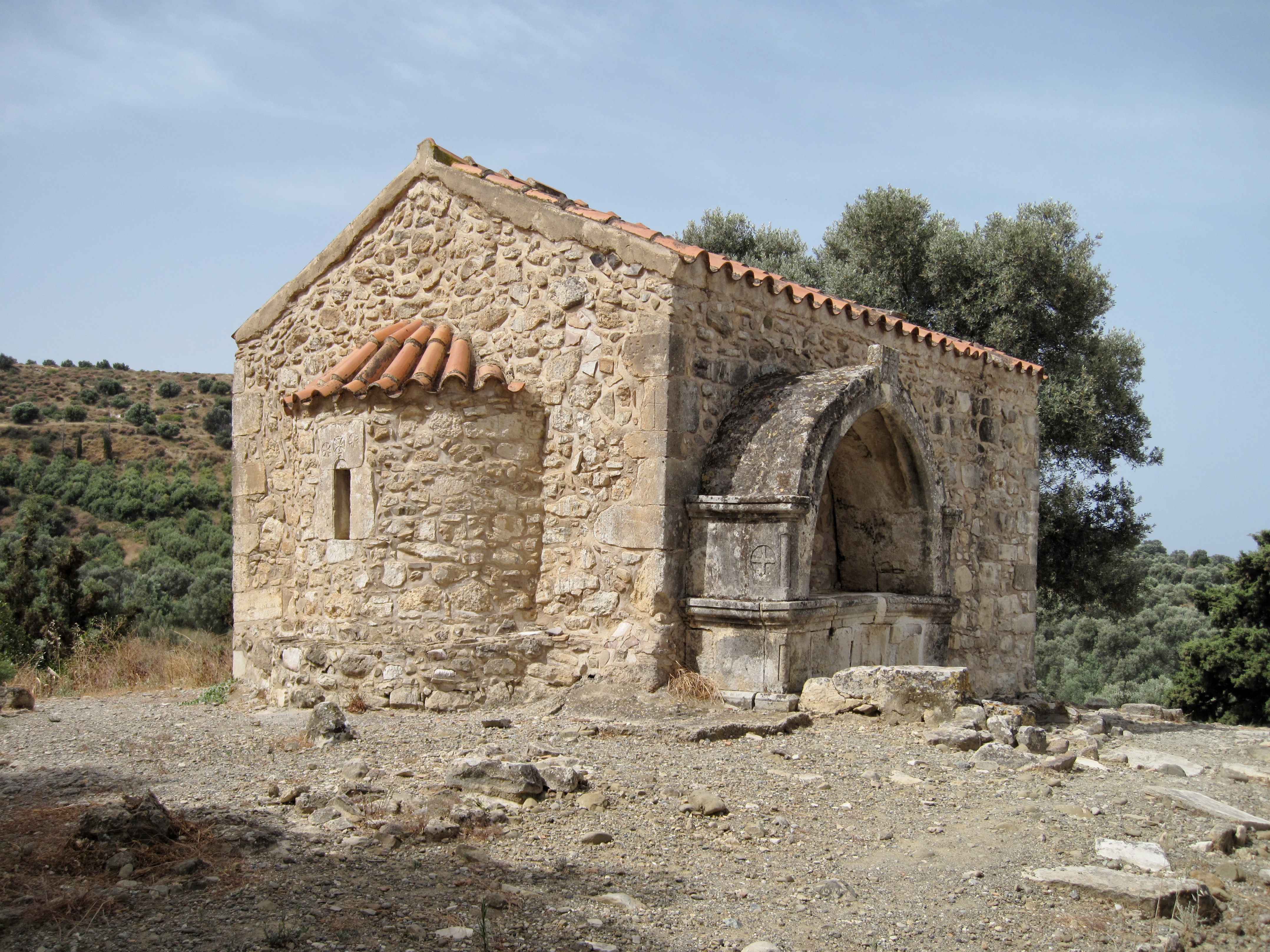
La chapelle Agios Georgios.

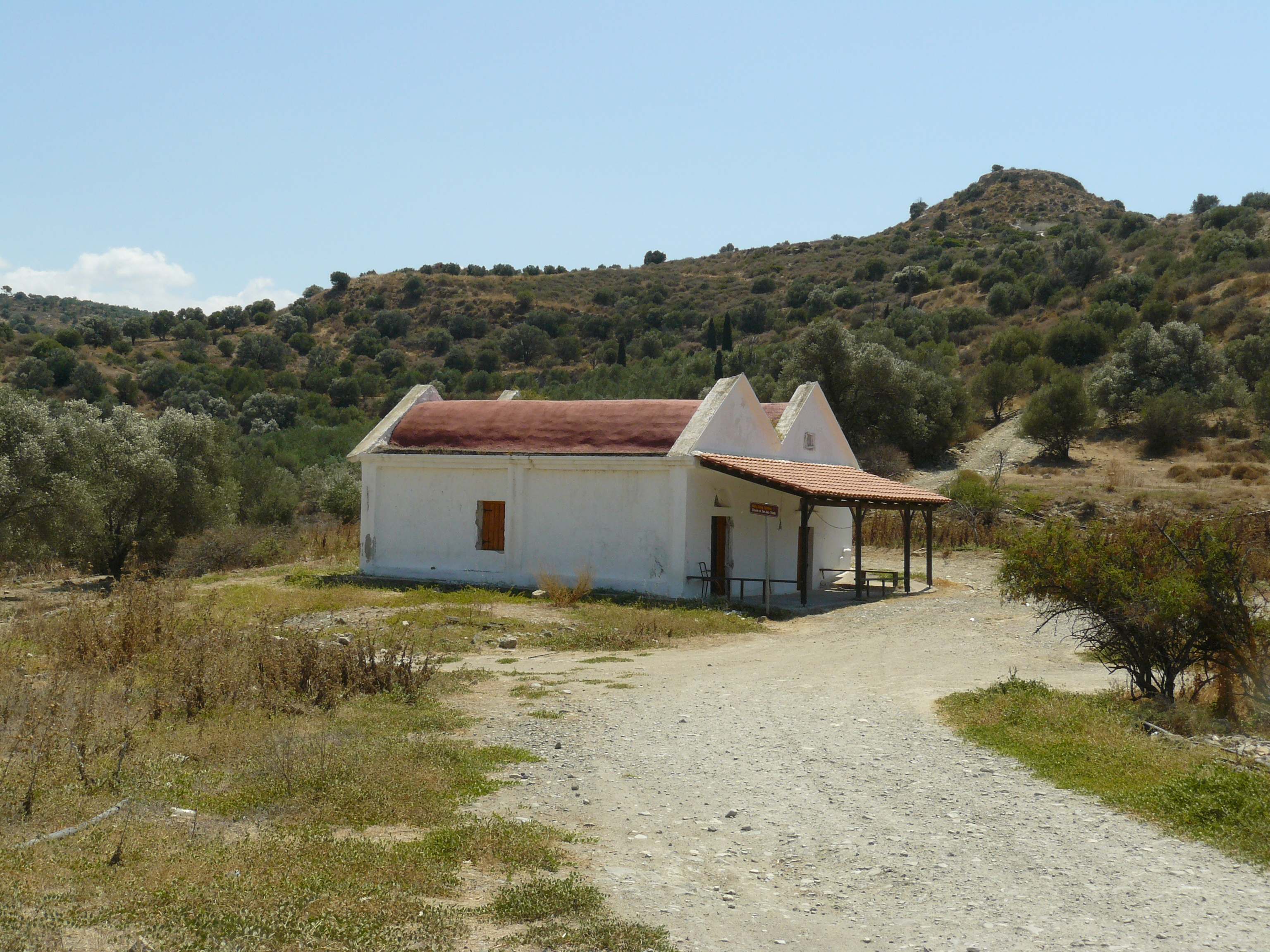
L'église Agia Triada.

Les fouilles ont permis de reconnaître une occupation néolithique du site.
Le site a été occupé dans deux phases de l'époque minoenne, au minoen récent I (1550-1450) et au minoen III. S. Kalogeraki évoque une construction après la reconstruction du palais de Phaistos.
Le site fut détruit puis reconstruit après un séisme vers 1450 av. J.-C.. S. Kalogeraki évoque une destruction par un incendie.
Des vestiges d'époque mycénienne datés de 1380 av. J.-C.-1100 av. J.-C. occupent le site par la suite.
Le site est occupé à l'époque géométrique, archaïque et classique comme lieu de culte en particulier dédié à Zeus fondé à l'époque hellénistique.
Il fut occupé jusqu'au IIe siècle av. J.-C. Une villa romaine fut ensuite installée sur le site. Puis, à l'époque vénitienne, un village maintenant déserté en occupa l'emplacement.

## Redécouverte et fouilles
Le site fut fouillé au début du XXe siècle, à partir de 1902, par la Scuola Archeologica Italiana di Atene, dirigée par Federico Halbherr puis par Luigi Pernier.
Les découvertes commencèrent en 1903 sous la direction de Roberto Paribeni et se poursuivirent par la suite sous la direction de Federico Halbherr et Enrico Stefani. La protection et la restauration des vestiges des bâtiments retrouvés commença en 1910, la publication des études des éléments retrouvés s'achevant pour sa part en 1914 du fait du début de la Première Guerre mondiale.
En 1976, Vincenzo La Rosa reprit les travaux des fouilles à Agia Triada. Au nord-est fut mise au jour une petite nécropole dont deux tombes à tholos et une tombe à puits. Aujourd'hui, la plupart des objets retrouvés dans les diverses fouilles se trouvent principalement au musée archéologique d'Héraklion.

## Description
Le site n'était ni un centre administratif ni un lieu à finalité religieuse, mais sans doute un palais lié à Phaistos.
Le site comprend une ville et un « palais » miniature, un réseau d'égouts et des tombes à tholos.
Les éléments décrits ci-dessous peuvent appartenir à diverses époques d'occupation du site.

### Complexe sud-est
Cette partie du site était peut-être une habitation indépendante d'époque néopalatiale. Ont été identifiés en particulier des magasins, deux colonnades et un escalier témoignant d'un étage supérieur.
Un sanctuaire fut construit dans la partie sud à l'époque mycénienne.

### Cour sud
La cour était munie de dalles et le parement en fut refait à l'époque mycénienne.

### Tombes
Le site comporte deux tombes à tholos du IIIe millénaire av. J.-C. dont la première tombe de ce type fouillée dans la Messará. En outre, des sépultures rectangulaires ont été dégagées dont l'une a livré le fameux sarcophage en pierre.
La partie principale du complexe est un bâtiment en L qui s'ouvre sur une cour. La bâtisse possède des éléments caractéristiques de l'architecture minoenne, un mégaron avec puits de lumière et salles à colonnes. La construction évolue au MR III vers le type du mégaron mycénien.
Au nord, un groupe de salles s'ouvre sur un portique donnant sur une place, élément architectural dont il est le "plus ancien exemple de stoa dans le monde grec". Bâti au MR I il a été utilisé comme entrepôt au MR III.

## Découvertes remarquables
- vases de stéatite datés du MR 1 : vase des Moissonneurs, rhyton des Boxeurs, coupe du Prince[3].

Les fouilleurs découvrirent un sarcophage décoré de scènes de la vie quotidienne et datés du MR III.
Le site a aussi livré des tablettes en linéaire A.

Découvertes à Aghia Triada
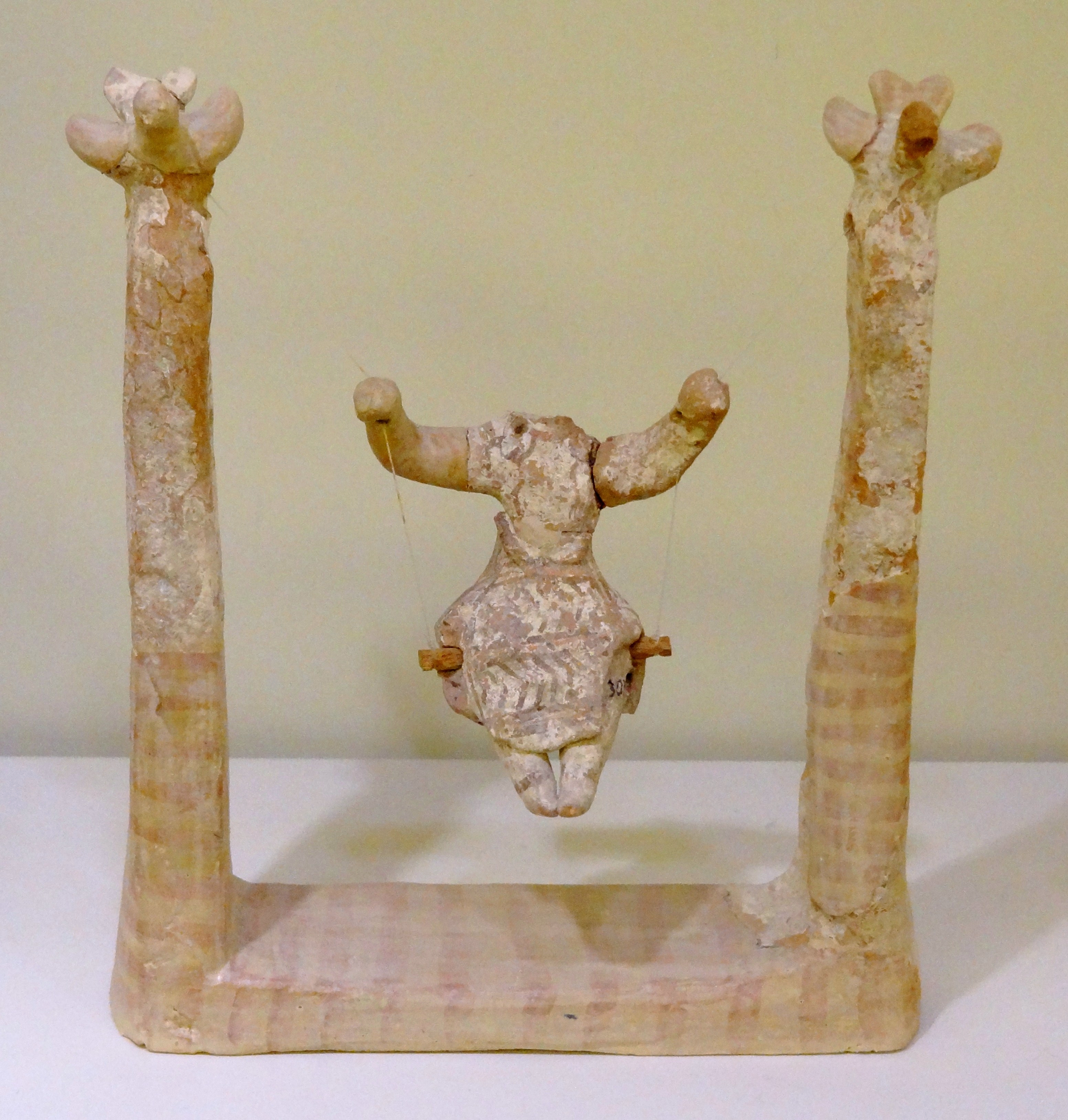
Femme sur une balançoire, époque mycénienne.
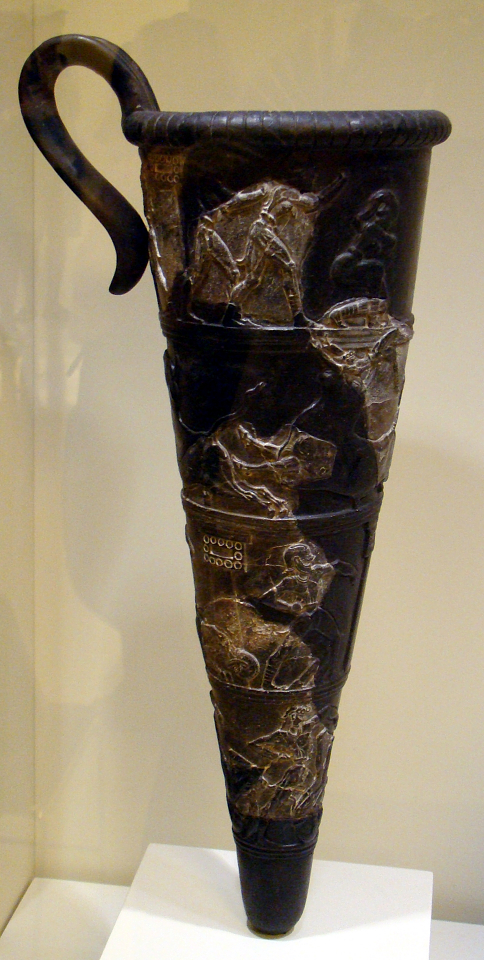
Rhyton des Boxeurs.
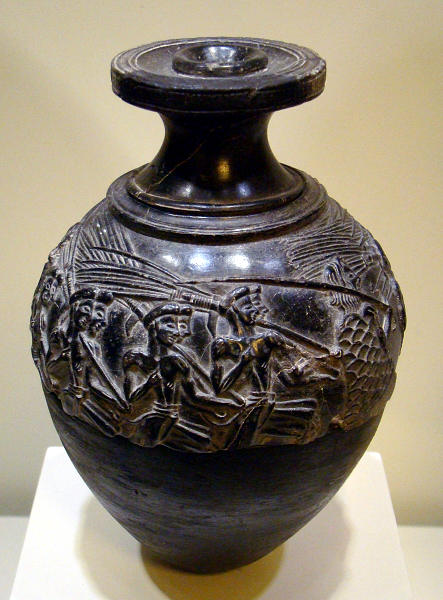
Vase des Moissonneurs.
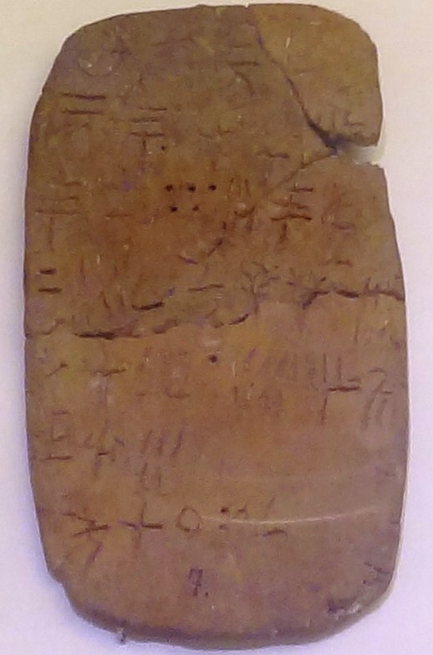
Tablette en linéaire A.